# Sapotillier
 (mars 2025).
Manilkara zapota
Ne doit pas être confondu avec sapotier ou sapotier noir.
Espèce
Classification phylogénétique
Le sapotillier (Manilkara zapota ou Achras sapota) est une espèce de plantes à fleurs de la famille des Sapotaceae. C'est un arbre fruitier originaire des Caraïbes et de l'Amérique centrale qui s'est ensuite répandu en Afrique et en Asie.

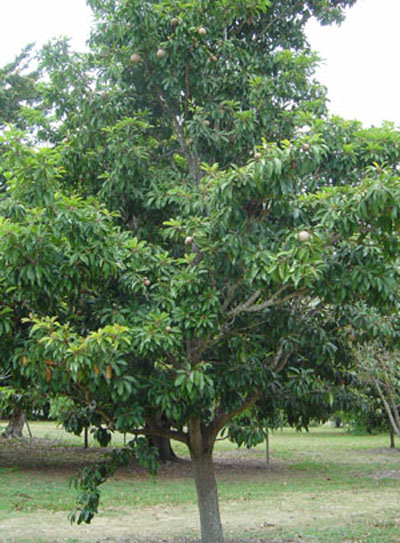

Attention de ne pas le confondre avec le sapotier (Pouteria sapota) ni avec le sapotier noir (Diospyros digyna).

## Description
Le sapotillier est un arbre du Mexique de taille moyenne qui peut atteindre 35 m de haut et dont le tronc ne dépasse pas 80 cm de diamètre.
Ses feuilles persistantes disposées en spirale sont légèrement dentées, elliptiques et mesurent 20 cm environ.
Son fruit comestible globuleux de 5 à 8 cm de diamètre est la sapotille. Au goût intensément sucré, il est de forme variable (ronde à ovale) selon les variétés. Il contient de 3 à 12 graines marron et dures avec un côté blanc entrouvert se terminant par un petit crochet.
Au Mexique, les fruits du chicozapote sont généralement récoltés deux fois par an. La première saison de récolte se situe de mai à septembre et la seconde de décembre à février.
Cette double récolte est liée aux conditions climatiques des régions tropicales et subtropicales du Mexique, notamment dans les États du sud-est comme le Yucatán, le Chiapas et le Quintana Roo. Le fruit est mûr quand il est légèrement mou au toucher, et il est généralement cueilli lorsqu'il est encore ferme, pour éviter qu’il ne tombe et ne se blesse[source insuffisante][réf. non conforme].

## Habitat, écologie
C'est un arbre de la strate arborescente supérieure de la forêt des régions humides et sèches des régions tropicales. Il supporte une culture jusqu'en zone USDA 8b (−8 °C) et supporte très bien la sècheresse.

## Utilisations
Les Mayas tiraient déjà profit du sapotillier. Ils fabriquaient, à partir du latex recueilli dans l'écorce des arbres, le chiclé (une sorte de pâte à mâcher coupe-faim) ainsi que des balles à jouer pour leur jeu de balle rituel.
Aujourd'hui, on cultive le sapotillier pour :
- son fruit, la sapotille, également appelé chiku ou chikoo dans certains pays ;
- son bois de haute qualité utilisé en ébénisterie.

### En médecine et en cosmétique
L’extrait de sapotille inhibe les enzymes collagénase et élastase, responsables de la dégradation du collagène et de l’élastine. Cela pourrait aider à prévenir le vieillissement cutané et à traiter des maladies liées à la dégradation des tissus conjonctifs, offrant des applications en cosmétique et en médecine plus naturelles que le rétinol, l'acide hyaluronique ou les peptides qui dominent le marché aujourd'hui[réf. nécessaire].

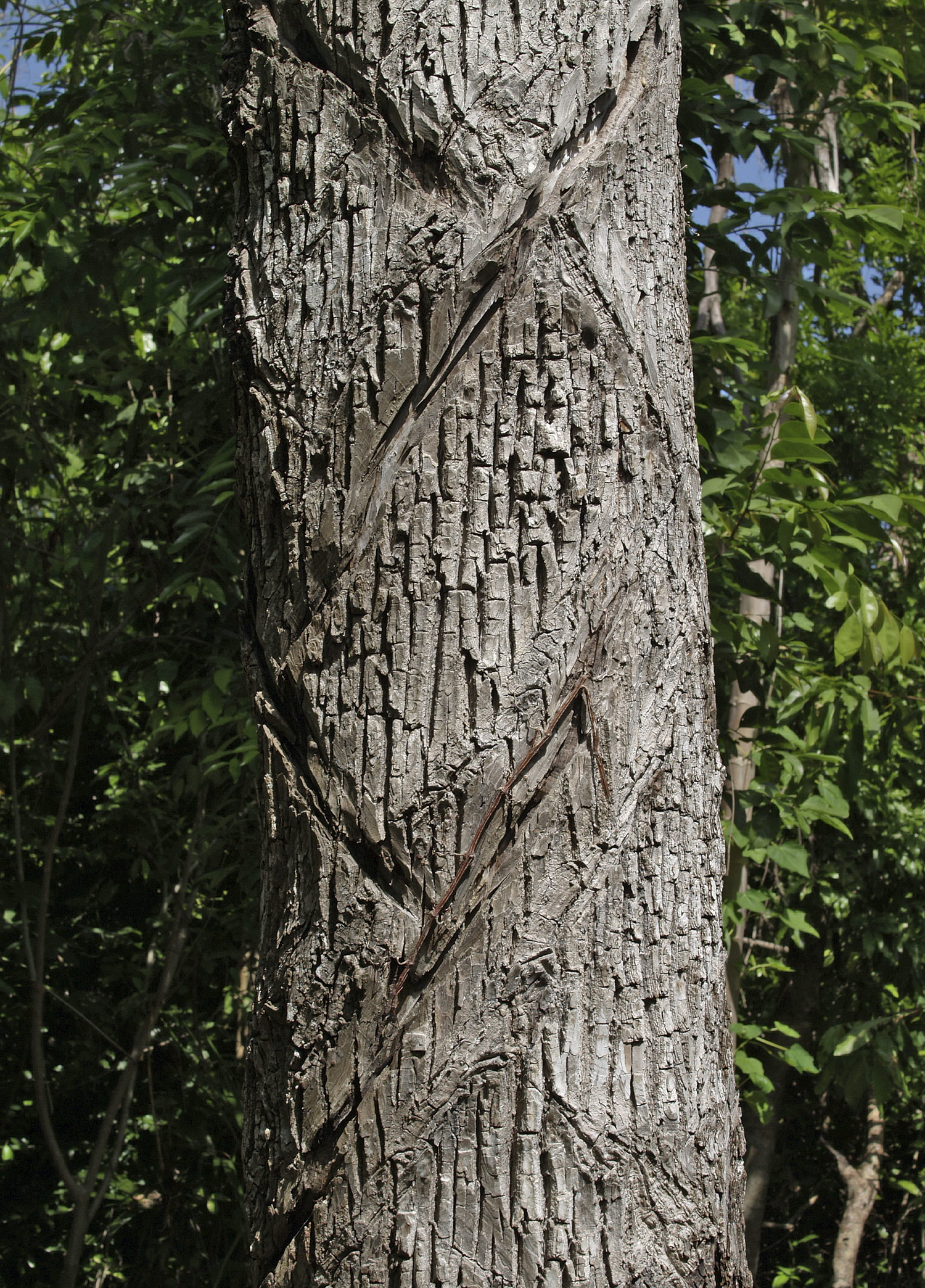
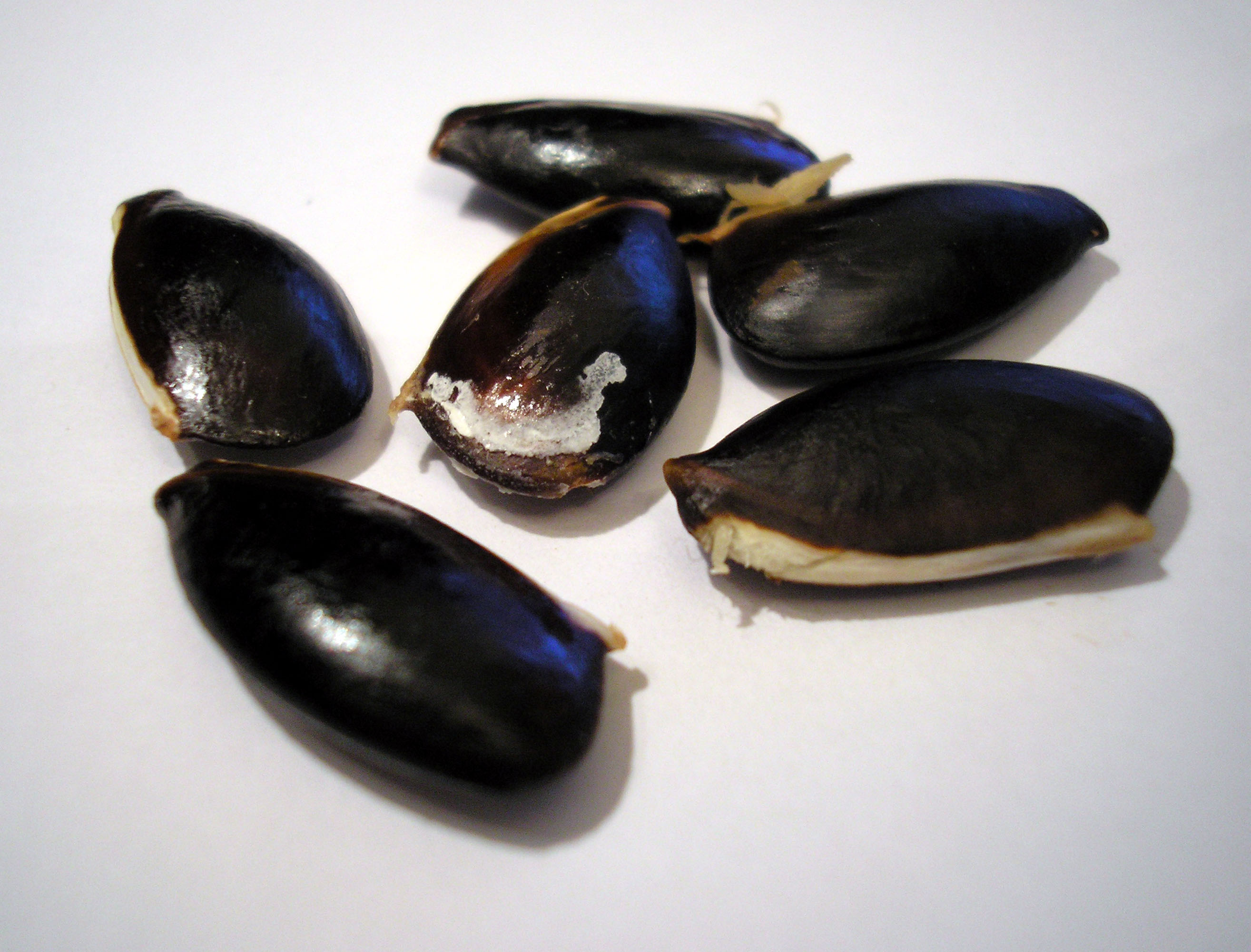
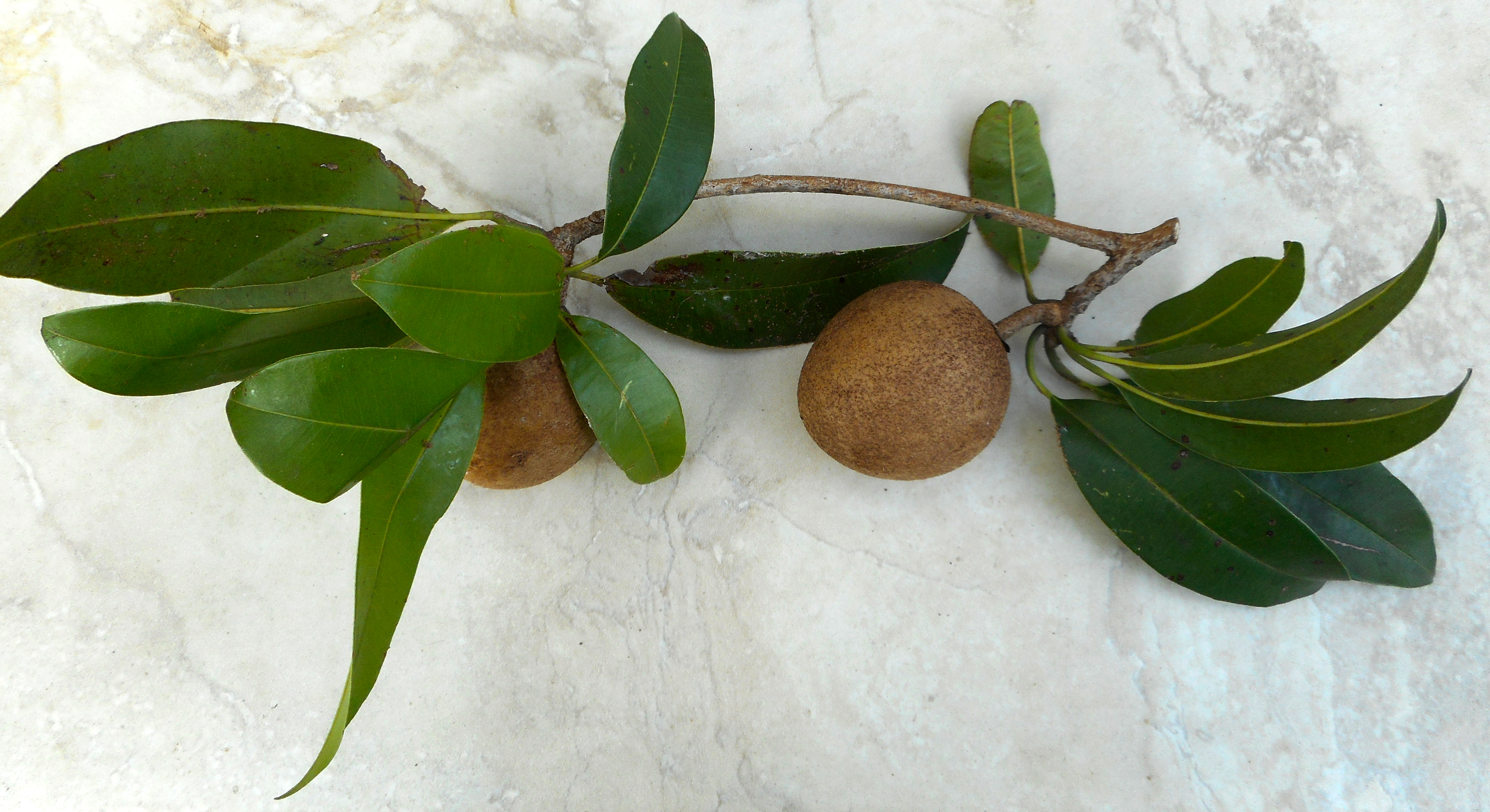
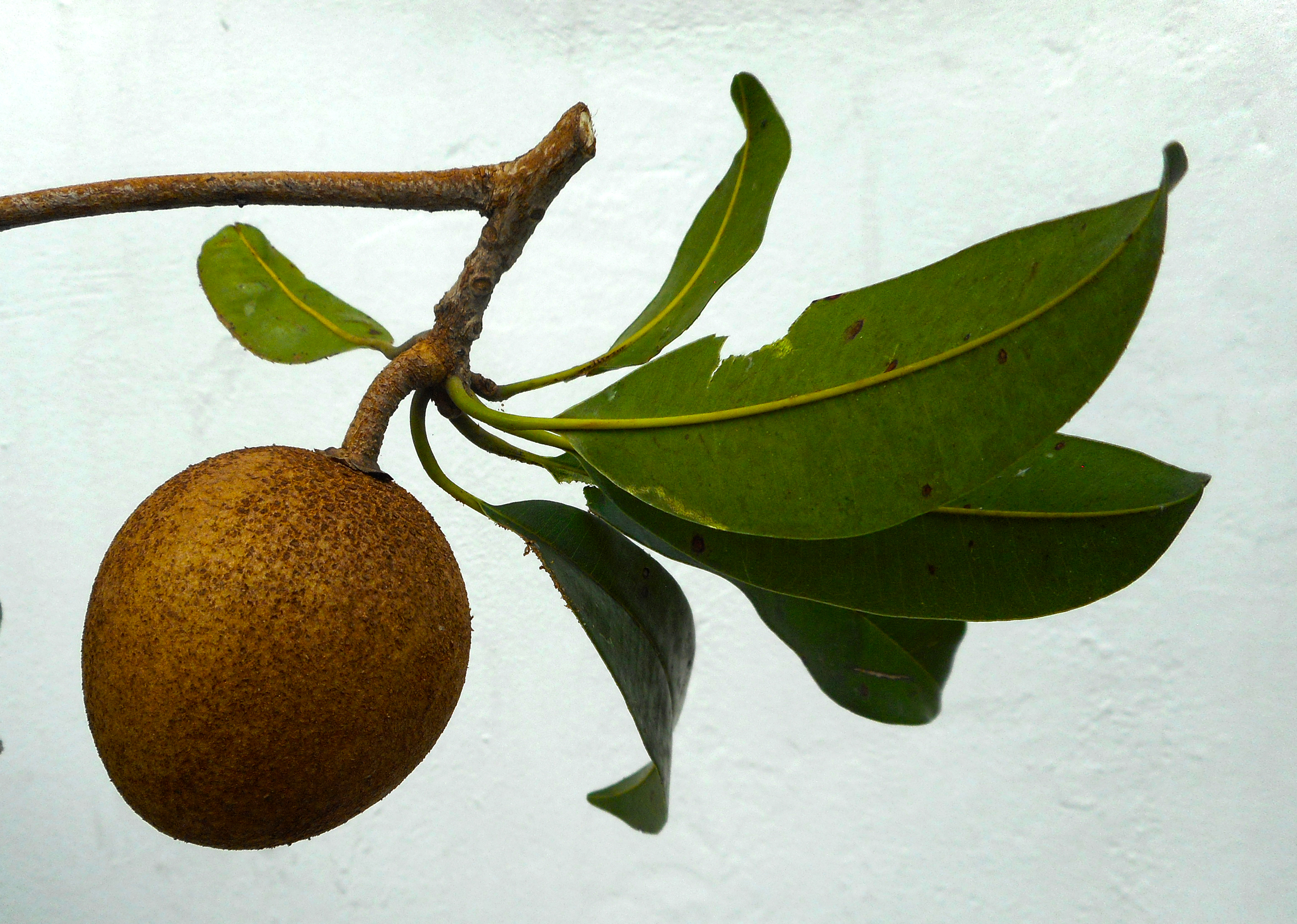
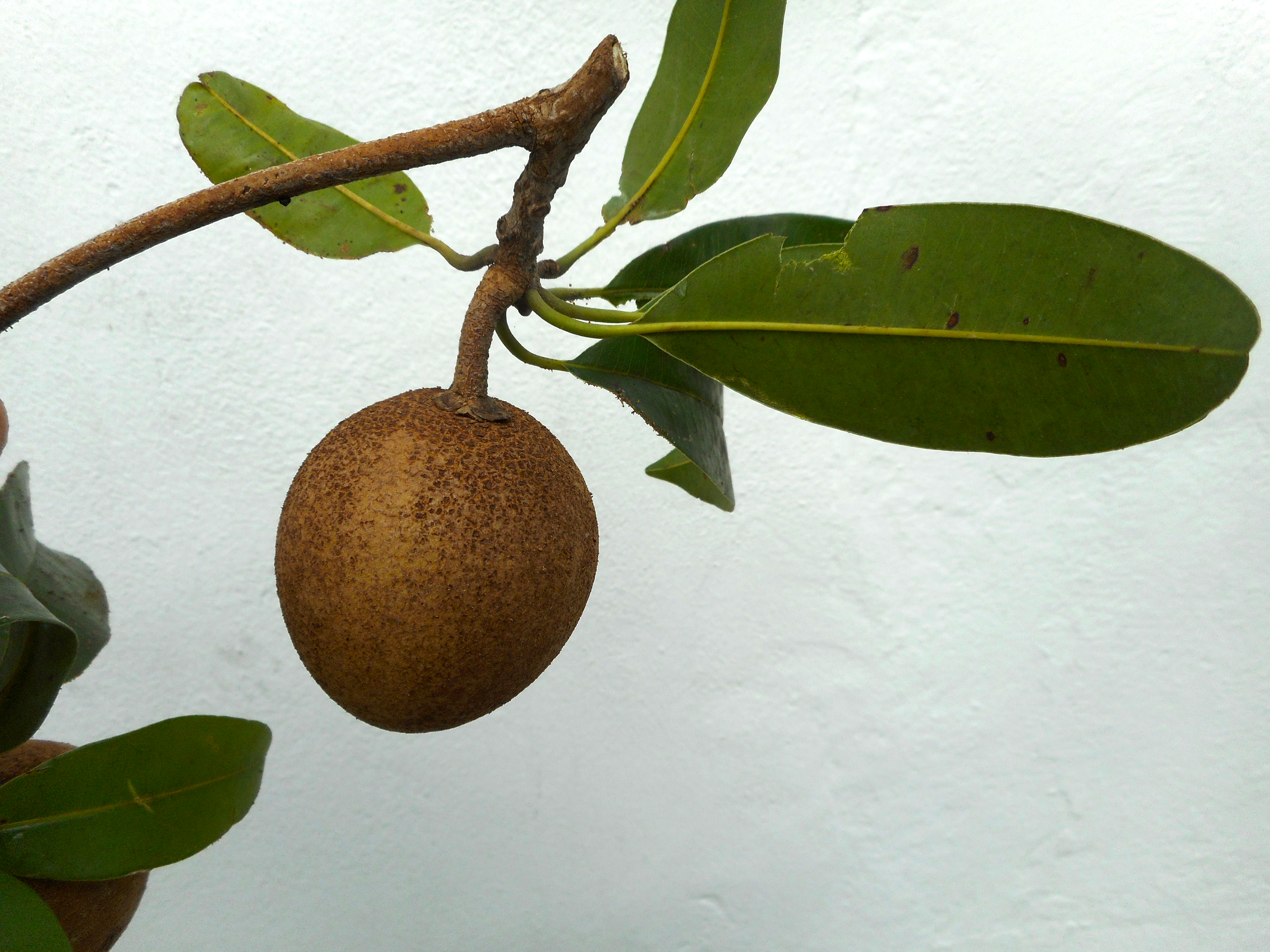
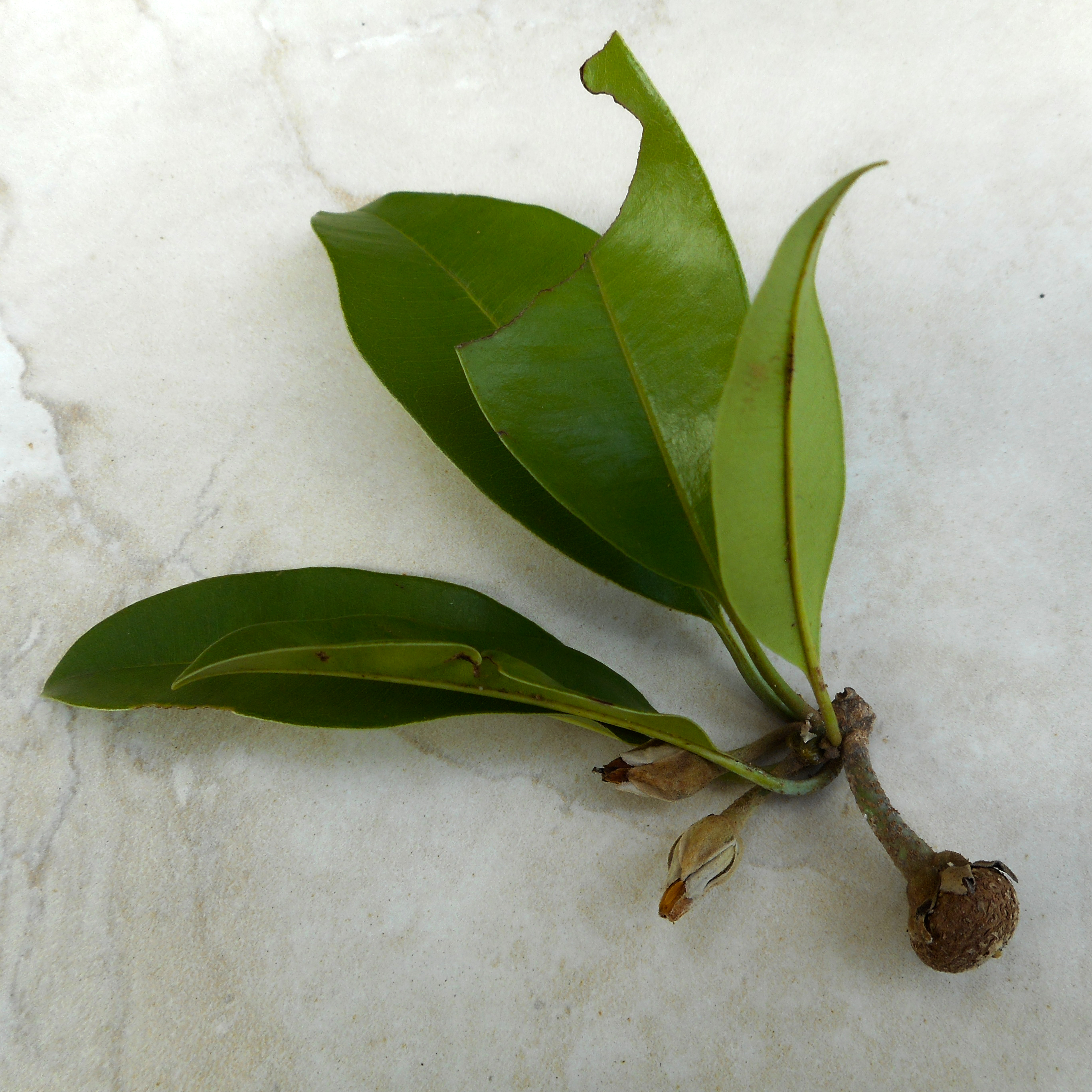
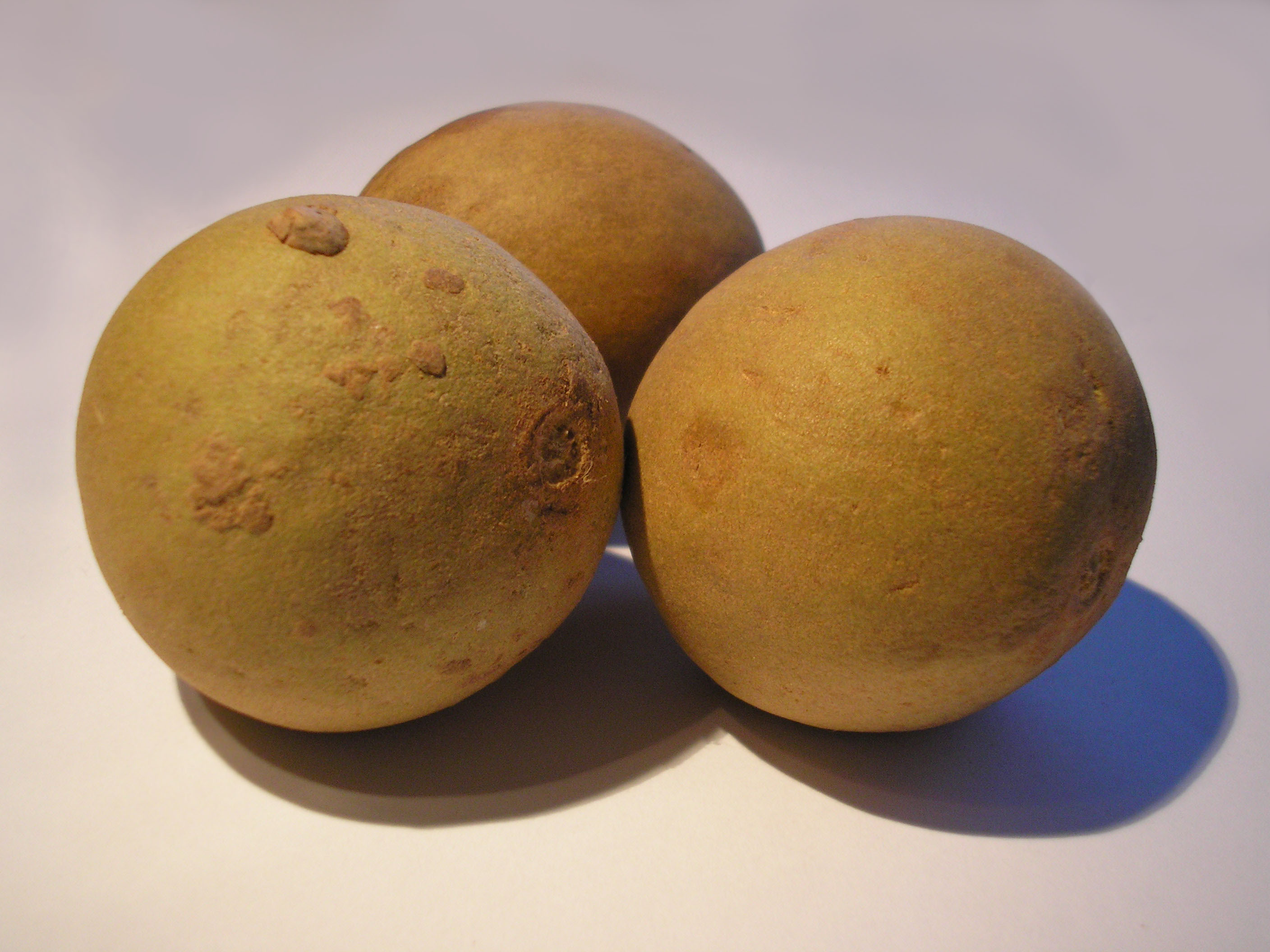